# 11. Europsko pojedinačno prvenstvo u šahu za muškarce i žene
11. Europsko pojedinačno prvenstvo u šahu za muškarce i žene održalo se u Hrvatskoj, u Rijeci, od 5. do 19. ožujka 2010. godine. Na njemu je sudjelovalo 563 natjecatelja. Prvih 25 igrača stjeklo je pravo nastupa na Svjetskom prvenstvu.

## Natjecatelji
Iako je bilo prijavljeno rekordnih 590 natjecatelja, prvenstvu je pristupilo ukupno 563 šahista i šahistica. 
Naslove su branili Rus Jevgenij Tomaševski i Ruskinja Tatjana Kosintseva.
Među muškim natjecateljima igrali su rekordnih 192 velemajstora od čega 9 s preko 2700 bodova. Po broju igrača najviše je igrača bilo iz Hrvatske, njih 66, zatim slijede Rusi (62) i Nijemci (26). Prijavljeno je 165 šahistica među kojima je 27 od 30 najboljih u Europi.
Iz Hrvatske je nastupilo ukupno 81 natjecatelja, od čega 66 šahista i 15 šahistica.

## Favoriti
Među muškim natjecateljima najveći favorit bio je Mađar Zoltan Almasi (2720 bodova po FIDE rejting ljestvici objavljenoj 1. ožujka 2010. g.), branitelj naslova Rus Jevgenij Tomaševski (2701), njegov sunarodnjak Aleksandar Motilev (2705), Francuz Etienne Bacrot (2714), Slovak Sergej Movsesian (2709), Španjolac Francisco Vellejo Pons (2708), Talijan Lexyj Ortega, Nijemac Jens-Uwe Maiwald.
Od hrvatskih predstavnika najbolje rangirani bili su: Zdenko Kožul (Europski prvak 2006. g.) i Hrvoje Stević (obojica preko 2600 bodova), Ognjen Cvitan, Marin Bosiočić, Ivan Šarić, Alojzije Janković, Robert Zelčić, Ante Brkić, Ognjen Jovanić, Zoran Jovanović, Josip Rukavina, Darko Dorić, svi velemajstori.
U konkurenciji šahistica najveći favorit bila je Bugarka Antoaneta Stefanova (2555 bodova), a ulogu favorita imale su i braniteljica naslova i dvostruka europska prvakinja Ruskinja Tatjana Kosintseva (2524 bodova), Šveđanka Pia Cramling (2523 bodova), Moldavka Almira Skripčenko, Gruzijke Lela Jakašvili (2500) i Bela Hotenašvili, Ukrajinke Natalija Žurkova (2492 bodova), Tatjana Vasilevič i Tatjana Čeredničenko.

Među hrvatskim šahisticama isticale su se Mirjana Medić (jedina hrvatska velemajstorica), Mara Jelica, Borka Frančišković, Kristina Šolić, Rajna Šargač, Ana Berke.

## Organizacija
Organizacija prvenstva povjerena je šahovskom klubu "Rijeka" . Povjeravanje organizacije kontinentalnog prvenstva jednom klubu je iznimka. Pokrovitelji su bili Grad Rijeka i Primorsko-goranska županija.
Natjecanje se održavalo u novoizgrađenoj polivalentnoj dvorani "Centar Zamet" na Zametu.

## Nagradni fond
Ukupni nagradni fond prvenstva iznosio je 180 000 Eura. Za prvo mjesto među muškarcima predviđena je nagrada od 20 000, a među ženama 10 000 Eura.

## Tijek natjecanja
Igralo se ukupno 11 kola.

### Važniji susreti 1. kola
| nositelj | bodovi | igrač           | ishod     | igrač            | bodovi | nositelj |
| 203.     | 2479   | Ortega Lexy     | 1/2 : 1/2 | Almasi Zoltan    | 2720   | 1.       |
| 2.       | 2714   | Bacrot Etienne  | 1 : 0     | Carlsson Pontus  | 2478   | 204.     |
| 205.     | 2476   | Carlsson Pontus | 0 : 1     | Movsesian Sergei | 2709   | 3.       |
| 4.       | 2708   | Navara David    | 1 : 0     | Durarbeyli Vasif | 2476   | 206.     |
| 238.     | 2424   | Lončar Robert   | 0 : 1     | Jan Nepomnjašči  | 2656   | 35.      |

### Važniji susreti 2. kola
| nositelj | bodovi | igrač           | ishod     | igrač            | bodovi | nositelj |
| 123.     | 2572   | Sulskis Sarunas | 0 : 1     | Jobava Baadur    | 2695   | 10.      |
| 125.     | 2570   | Sedlak Nikola   | 1/2 : 1/2 | Akopian Vladimir | 2688   | 12.      |
| 35.      | 2656   | Jan Nepomnjašči | 1 : 0     | Dražić Siniša    | 2545   | 148.     |
| 51.      | 2638   | Ivan Sokolov    | 1 : 0     | Guliyev Namig    | 2516   | 162.     |
| 49.      | 2639   | Mamedov rauf    | 1 : 0     | Anisimov Pavel   | 2519   | 160.     |

### Poredak nakon 4. kola
- Šahisti:

1. Jobava i Efimenko 4 boda
2. Adams, Vallejo Pons, Timofejev, Pelletier, Inarkijev, Škoberne, Nisipeanu, Nepomnjašči, Majorov, Lupulescu, Mamedov, Sokolov, Szabo, Iordachescu i Nabati 3,5 boda
Hrvatski šahisti Zelčić, Kožul, Bosiočić i Martinović imaju po 3 boda. 
- Šahistice:

1. Socko 4 boda
2. Arahamija-Grant, T. Kosinceva, A. Muzičuk, Cramling, Cmilyte, Galojan, Skripčenko 3,5 boda
Hrvatske šahistice Frančišković i Jelica imaju po 2 boda.

## Prvaci
- Prvak 11. Europskog pojedinačnog prvenstva u šahu za muškarce i žene je ruski velemajstor Jan Nepomnjašči

- Prvakinja 11. Europskog pojedinačnog prvenstva u šahu za muškarce i žene je švedska velemajstorica Pia Cramling

## Zanimljivosti
- Nitko još nije obranio naslova europskog prvaka.
- Ovo je bilo prvo europsko prvenstvo u šahu na kojem je sudjelovao i jedan svećenik - Valerio Pio iz Napulja.
- U trećem kolu prvenstva Rus Jevgenij Barejev pobijedio je Islanđanina Hannesa Stefanssona za samo 19 poteza.
- Dana 12. ožujka natjecatelje je u "Centru Zamet" posjetio bivši svjetski prvak, Anatolij Karpov.

## Vanjske poveznice
- https://web.archive.org/web/20150822205459/http://www.eurorijeka2010.com/home Službene stranice prvenstva